# Anna Sophia Berglund
Anna Sophia Berglund (5 de abril de 1986, San Pedro, California) es una modelo estadounidense que fue elegida Playmate del mes de enero de 2011, esporádicamente ha incursionado como actriz.

## Biografía
Berglund nació en San Pedro, California y proviene de padres de ascendencia sueca. Se graduó en Palos Verdes Peninsula High School a los 18 años de edad en el 2004, Recibió una licenciatura en Teatro de la UCLA en 2008 y ha estudiado actuación en el teatro de Beverly Hills. También tiene un hermano menor al que poco tiempo se ha hecho cargo.

### Carrera
Empezó su carrera en Playboy Siendo amiga de Hugh Hefner fundador y editor jefe de la revista e inicio a posar en la categoría como Amateur siendo fotografiada por el fotógrafo Stephen Wayda y en el mes de octubre de 2010 y luego de 3 meses coordino como la Playmate de enero de 2011.
Al alcanzar una gran fama también afectó a su vida como actriz y logrando tener más papeles de apoyo en películas y series de televisión como Party Like the Queen of France y también ha aparecido en varios episodios en la serie de Disney Channel Hannah Montana.
Actualmente en el 2014 se encuentra trabajando en filmes de papeles principales en Cockroaches y Living Among Us.

## Filmografía
| Año       | Película/Serie de Televisión   | Papel      |
| --------- | ------------------------------ | ---------- |
| 2008      | Bad Mother's Handbook          | Stacey     |
| 2009–2010 | The Girls Next Door            | Ella misma |
| 2012      | Party Like the Queen of France | Ella misma |
| 2012      | Amelia's 25th                  | Nikkey     |
| 2012      | Funny: The Documentary         | Ella misma |
| 2014      | Cockroaches                    | Alice      |
| 2014      | The Lost Tree                  | Claudia    |
| 2014      | Living Among Us                | Journey    |